# Aneomochtherus baratovi
Aneomochtherus baratovi är en tvåvingeart som beskrevs av Pavel Lehr 1996. Aneomochtherus baratovi ingår i släktet Aneomochtherus och familjen rovflugor. Inga underarter finns listade i Catalogue of Life.